# 파코라
파코라(힌디어: पकोड़ा)는 남아시아의 튀김 음식이다. 주로 채소에 튀김옷을 입히거나 반죽을 버무려 튀기지만, 채소 외에도 견과류나 빵, 치즈, 두부, 해산물, 고기 등을 튀기기도 한다. 반죽에는 주로 베산(벵골콩가루)이 쓰이며, 때에 따라 메밀가루 등이 쓰이기도 한다. 양파 파코라와 감자 파코라가 가장 흔하다.

## 사진 갤러리

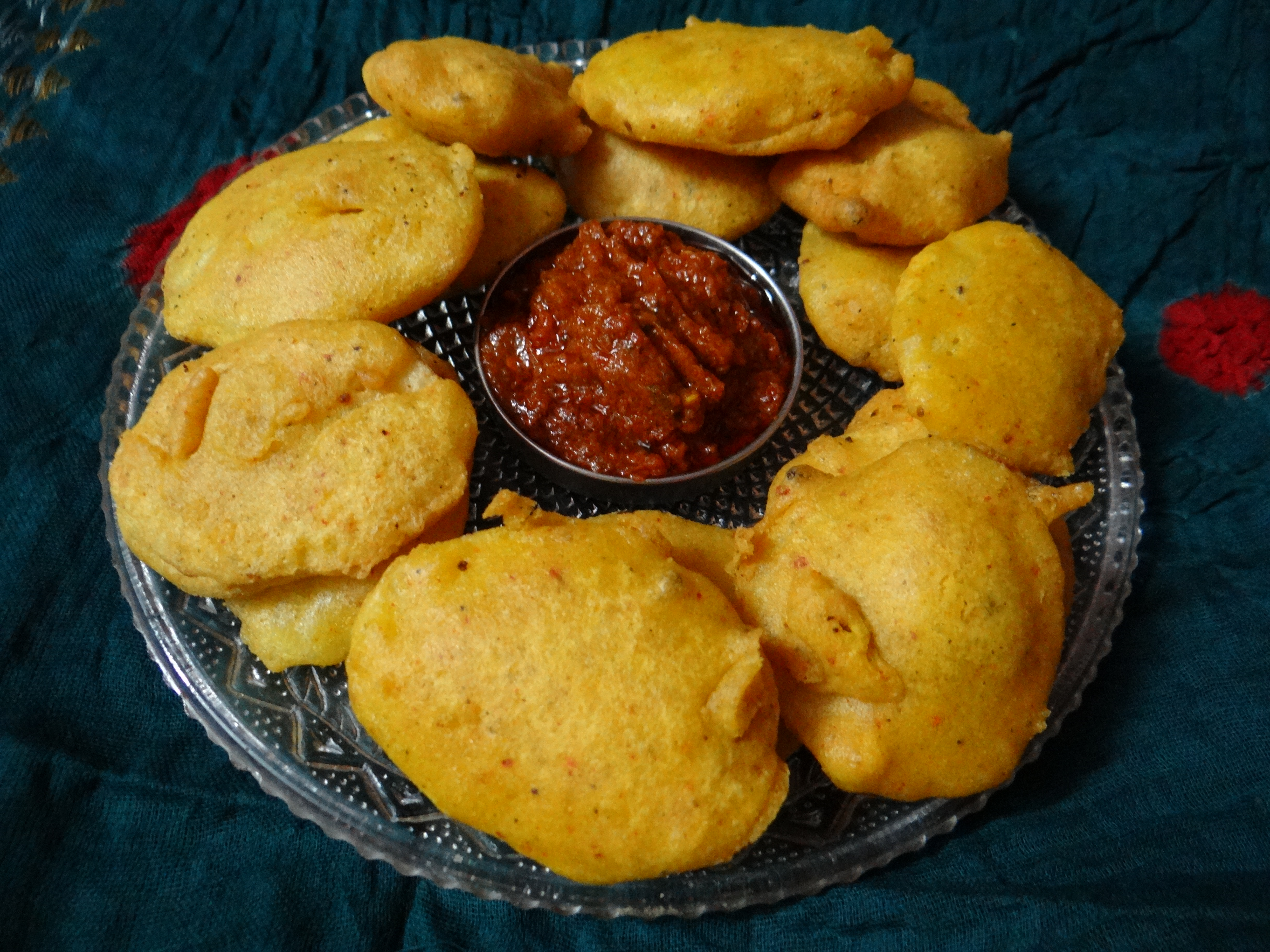
감자 파코라
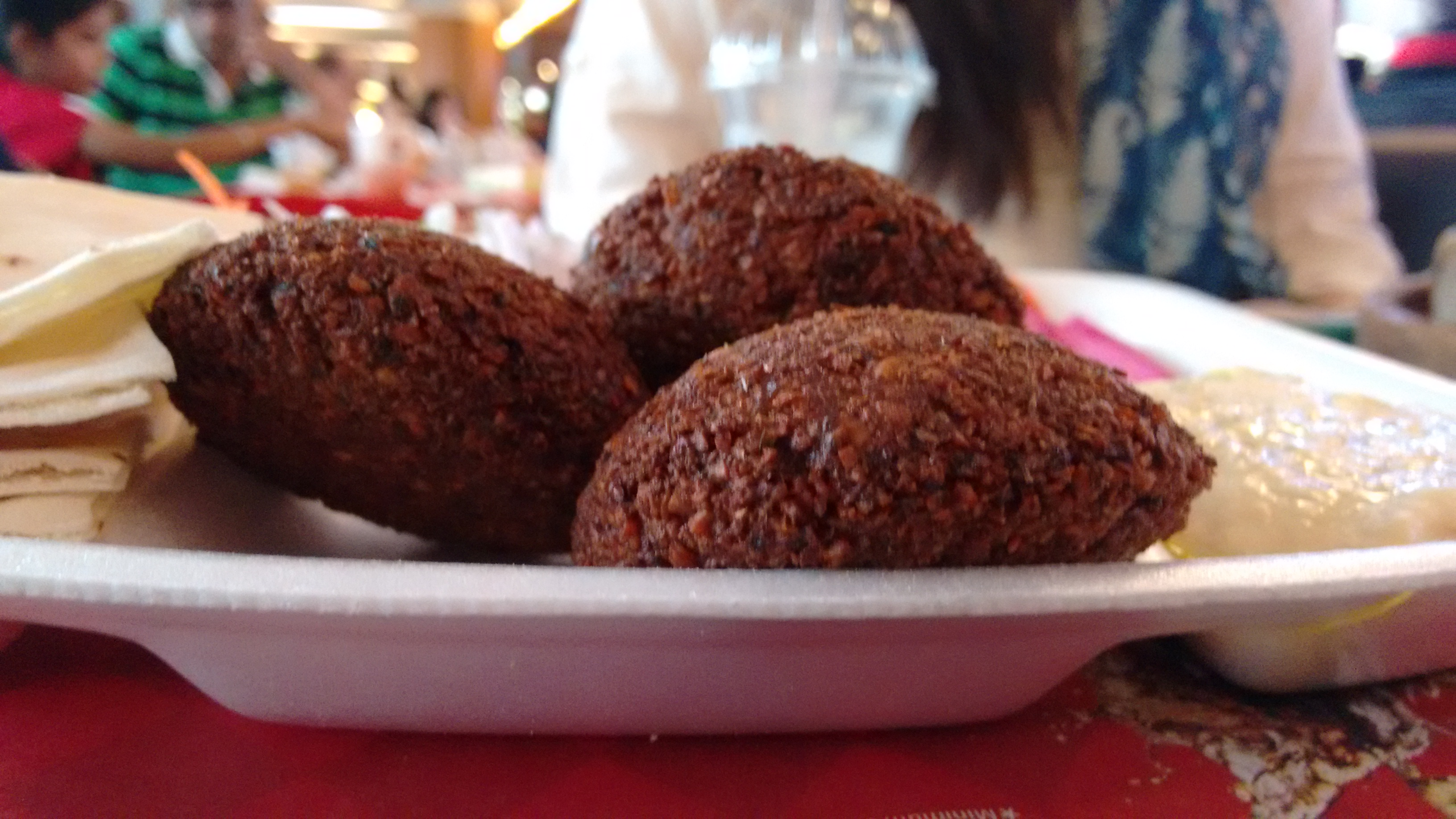
달 파코라
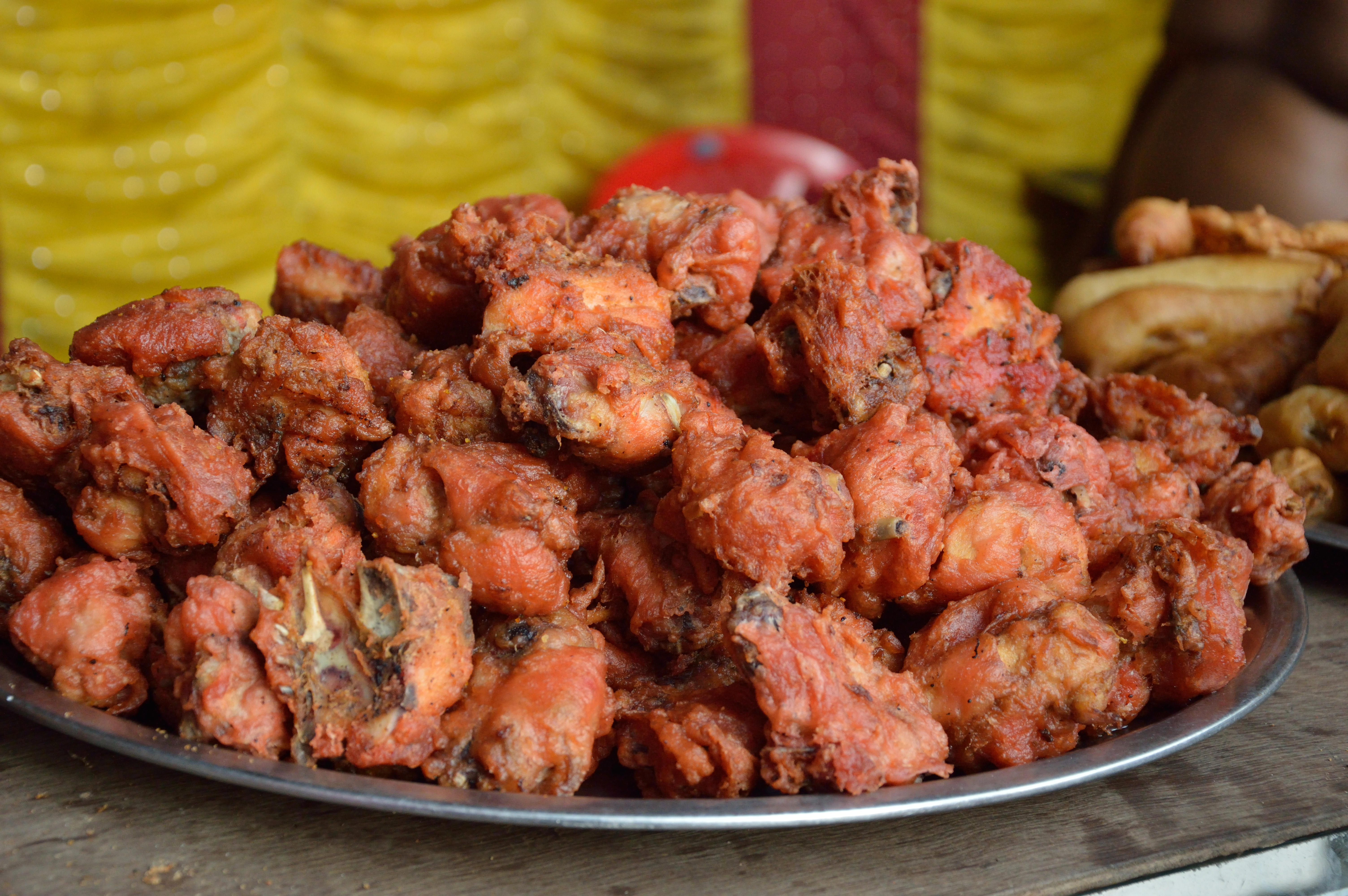
닭고기 파코라
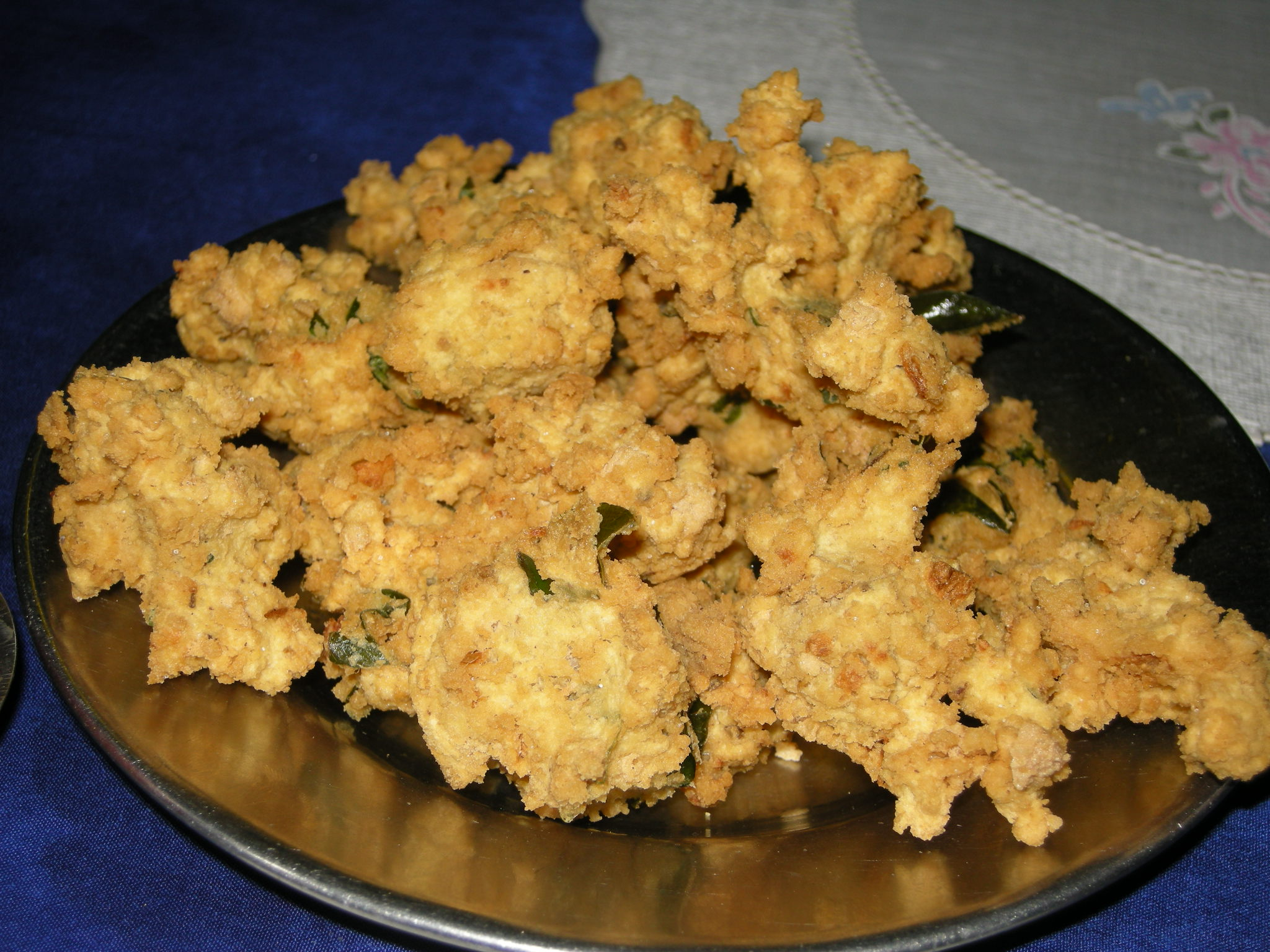
두부 파코라
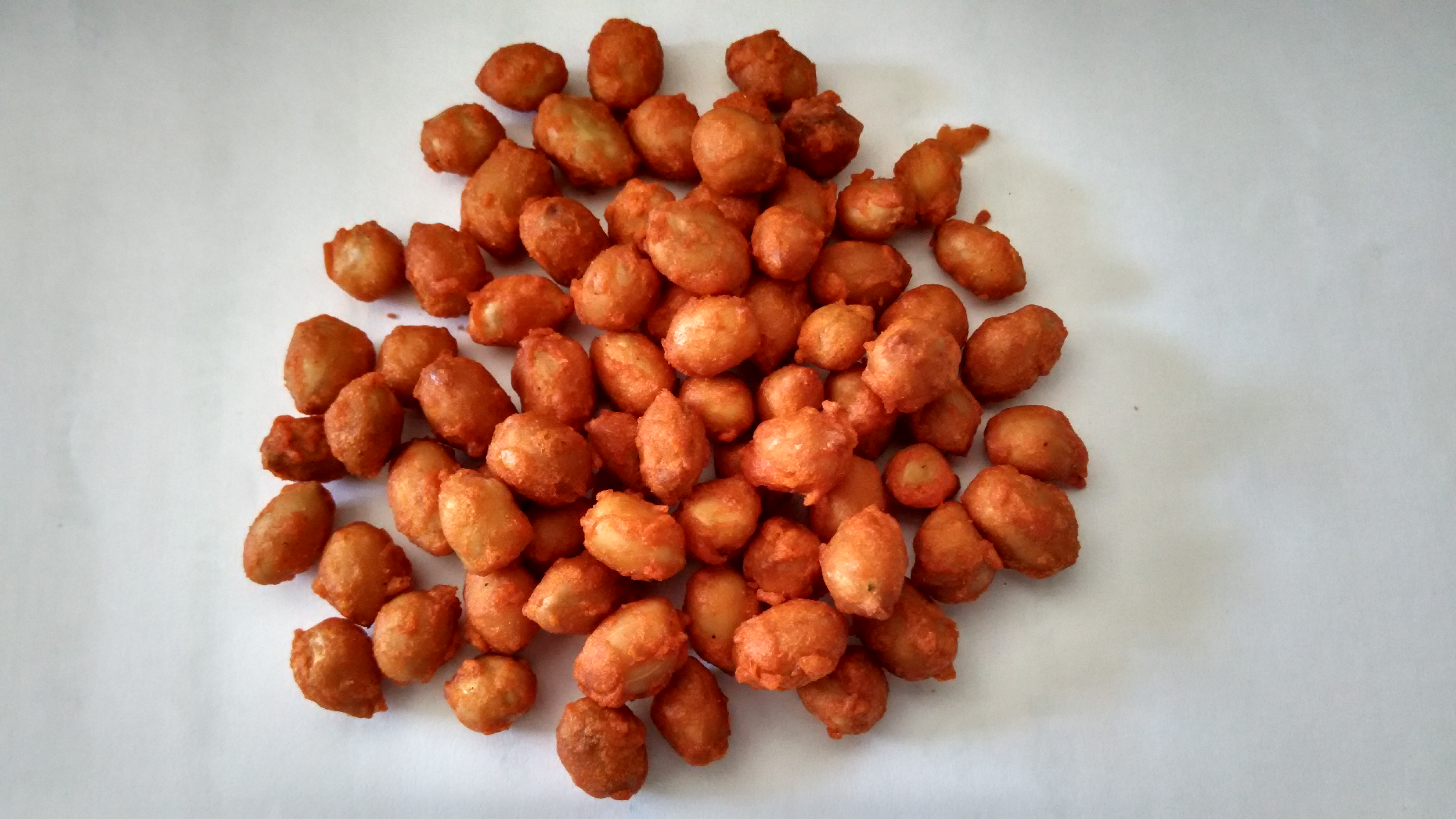
땅콩 파코라
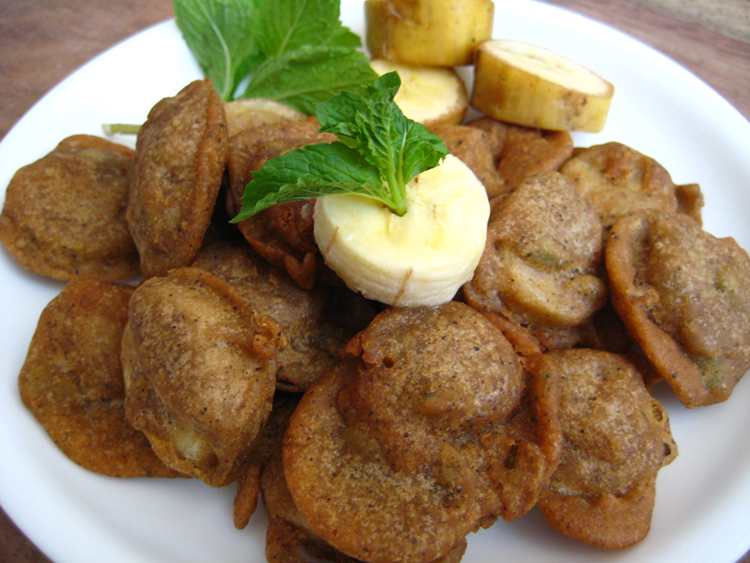
바나나 파코라
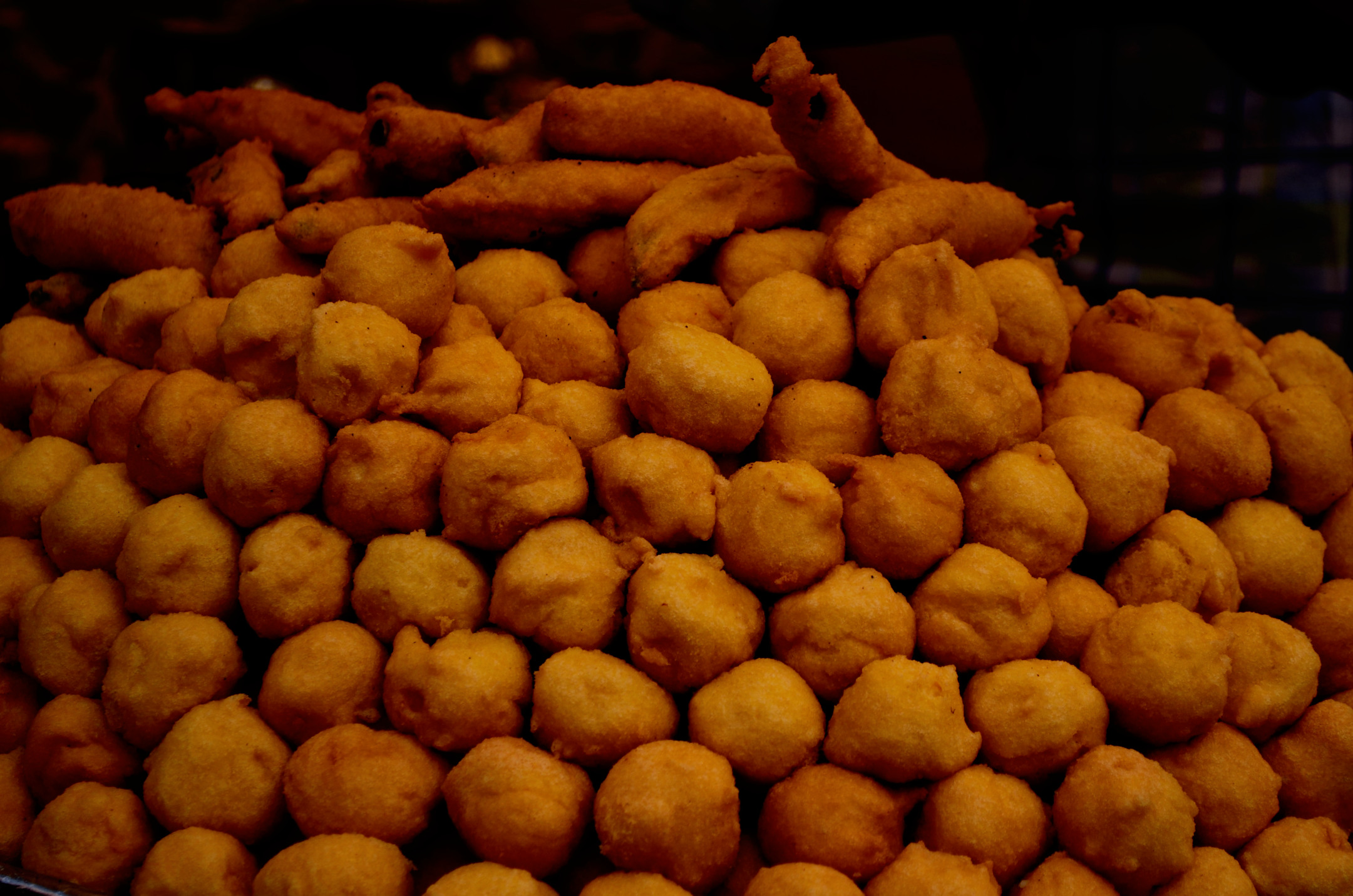
베산(벵골콩가루) 파코라
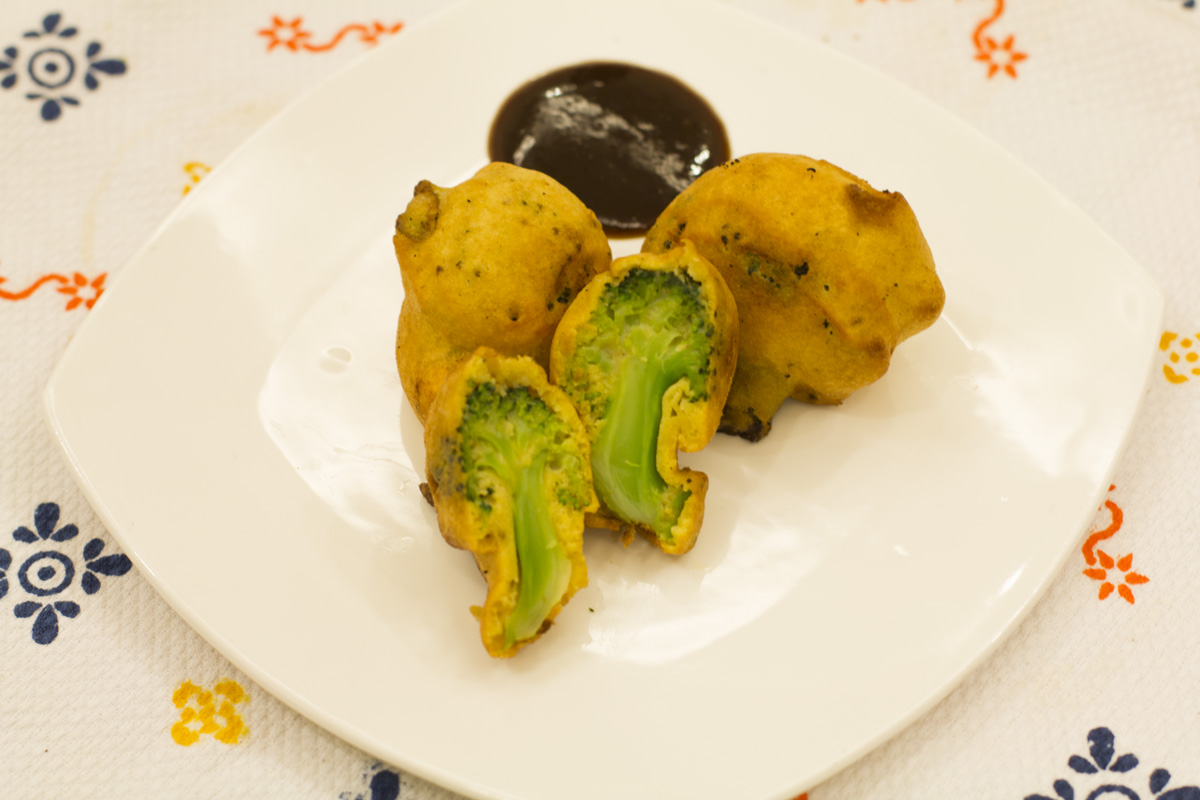
브로콜리 파코라
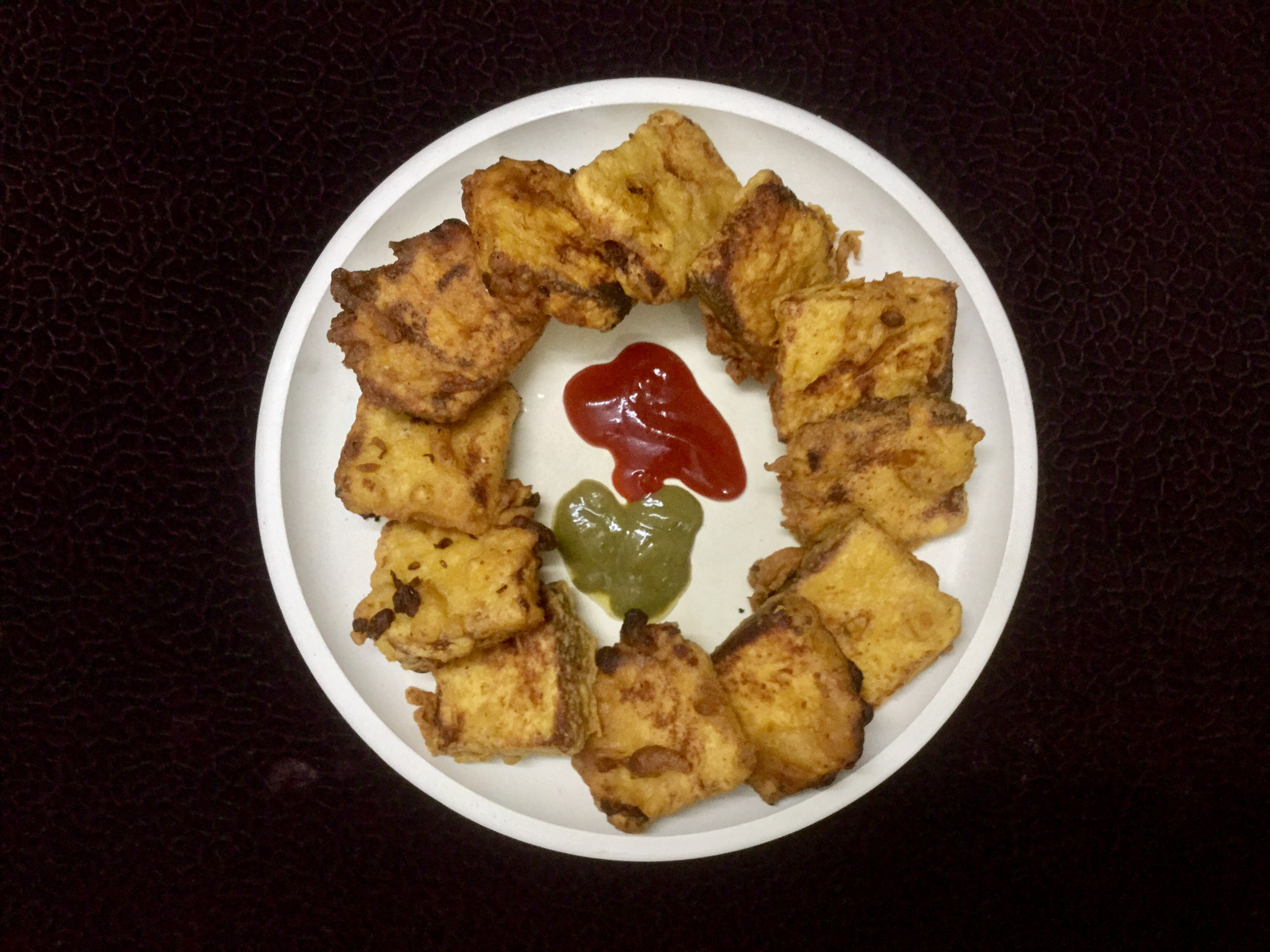
빵 파코라
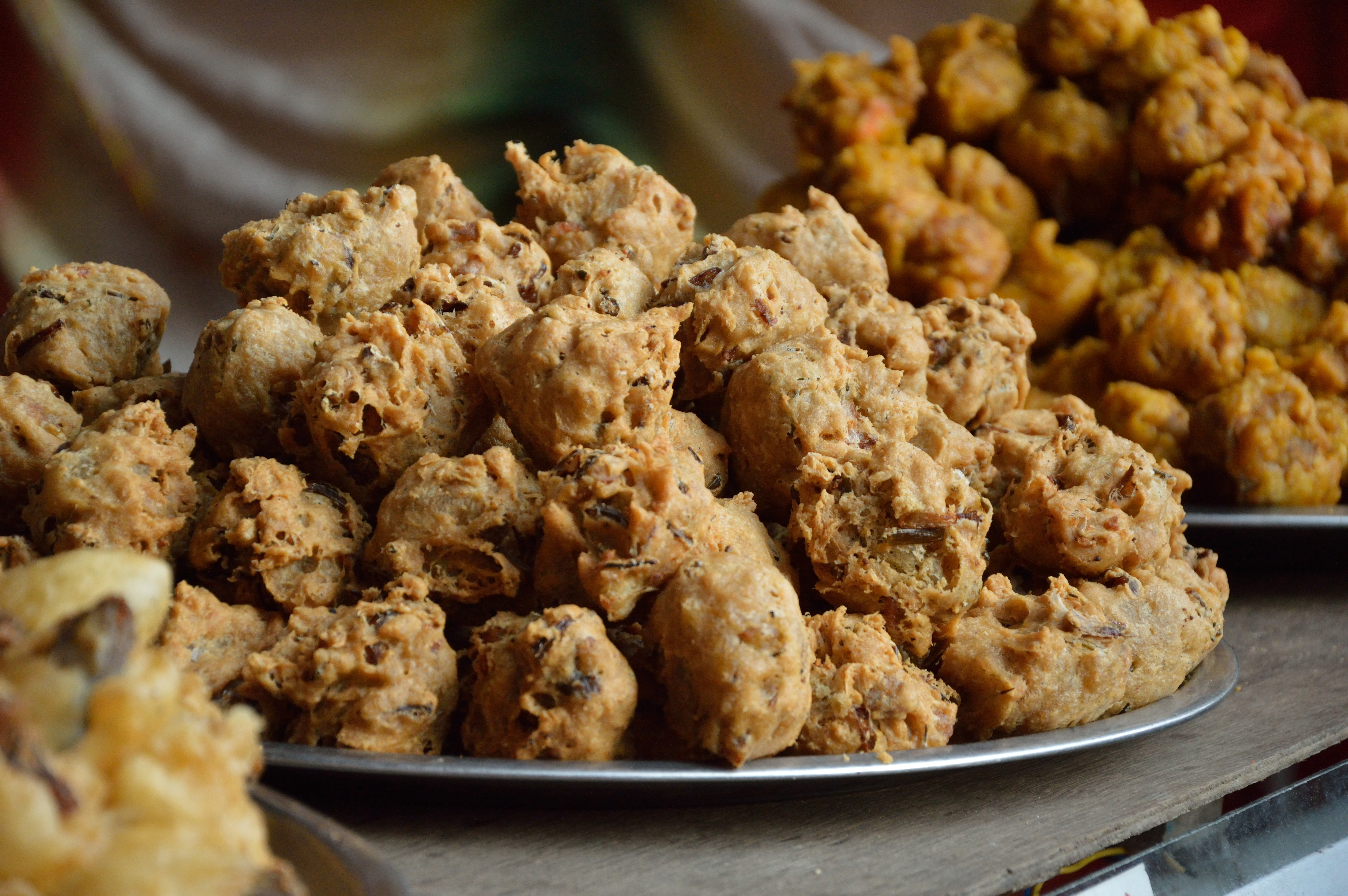
새우 파코라
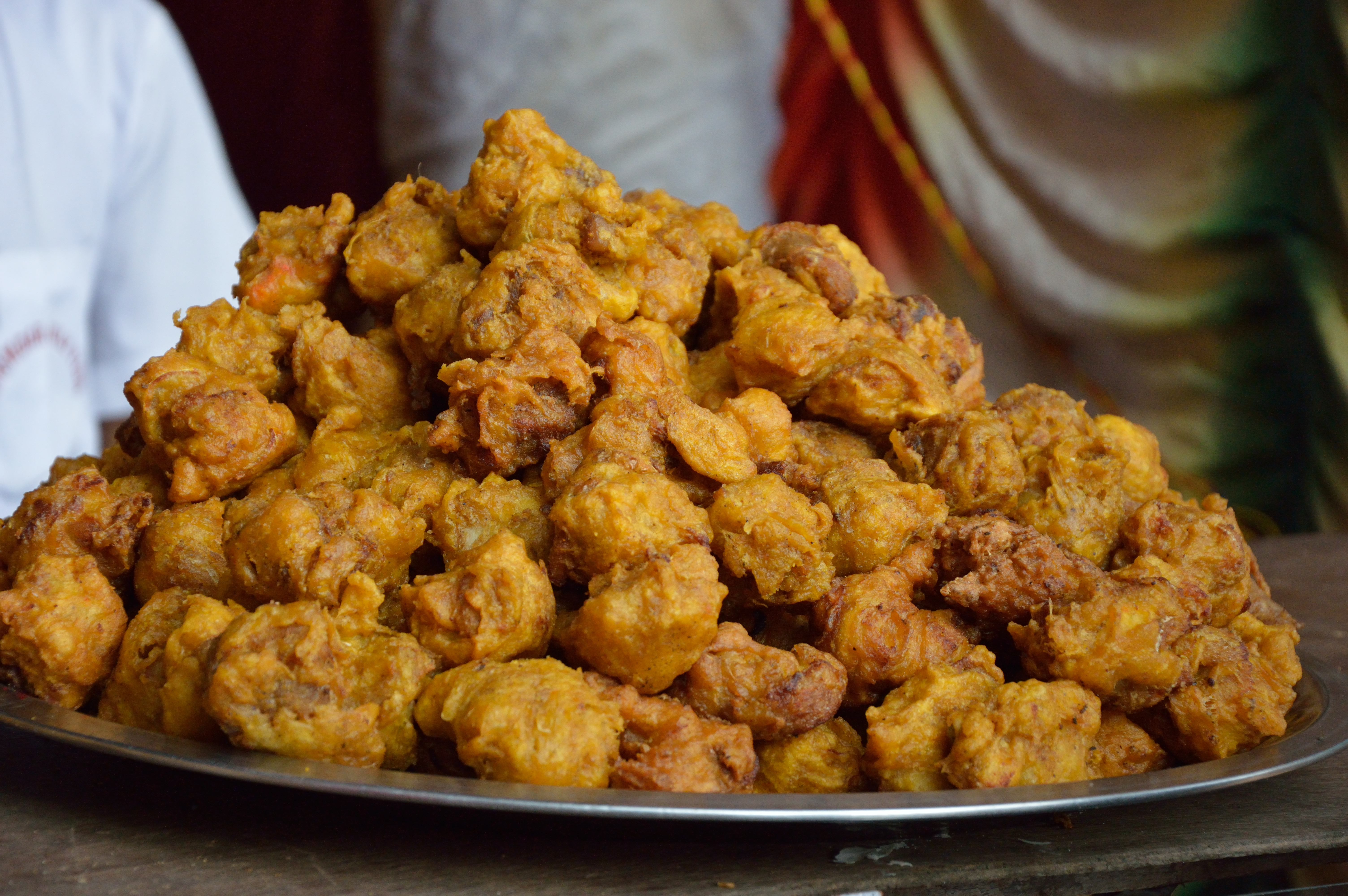
생선 파코라
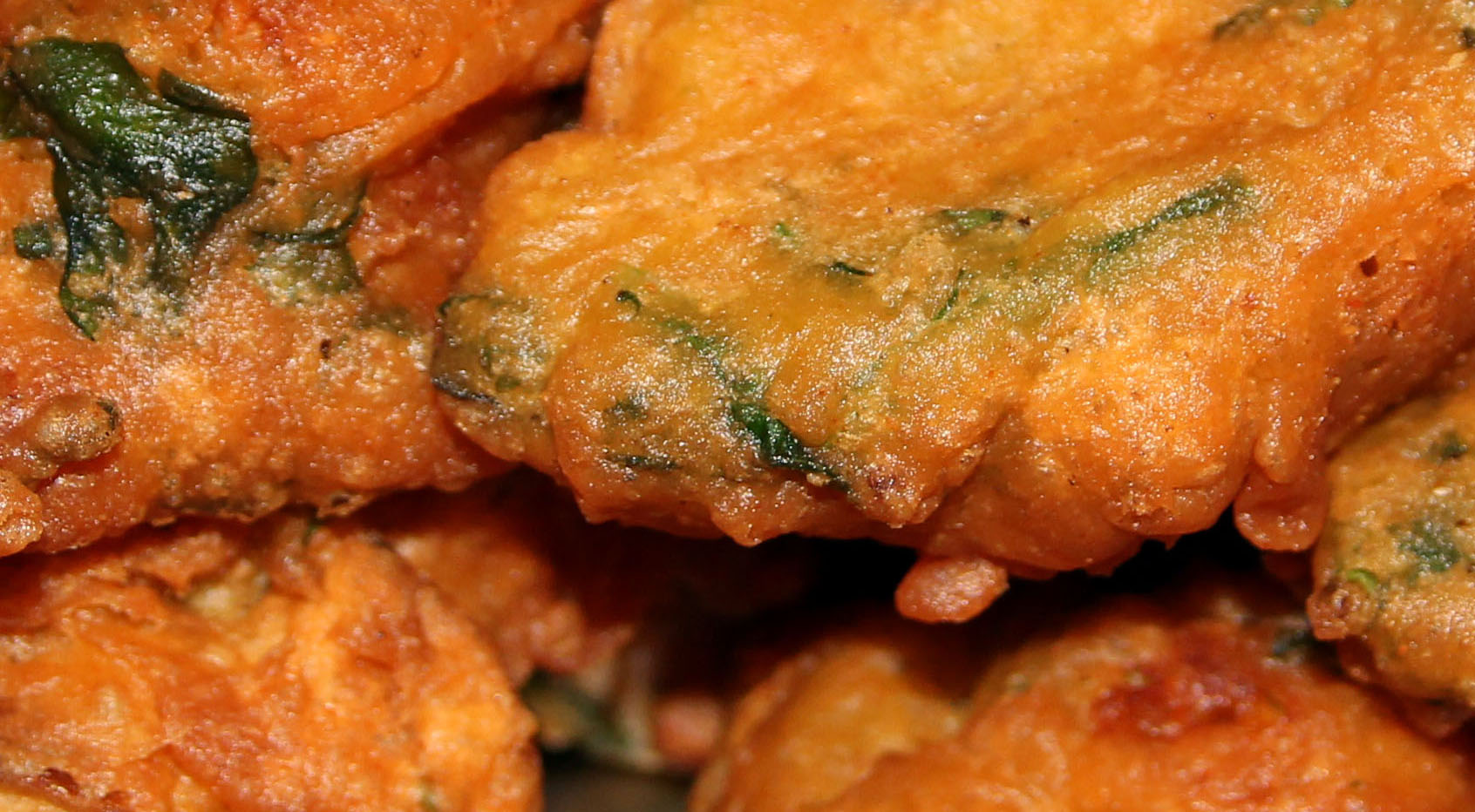
시금치 파코라
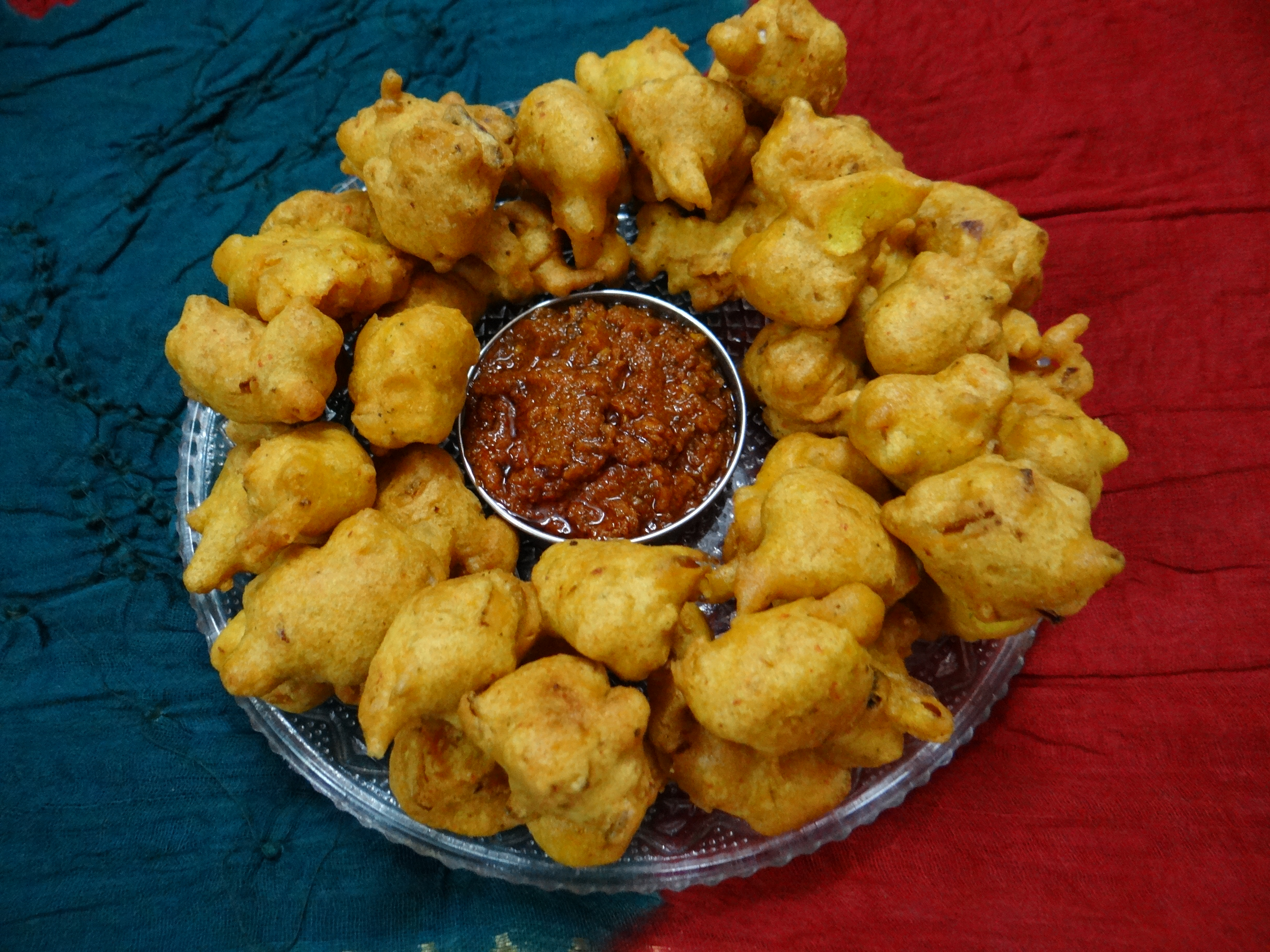
양파 파코라
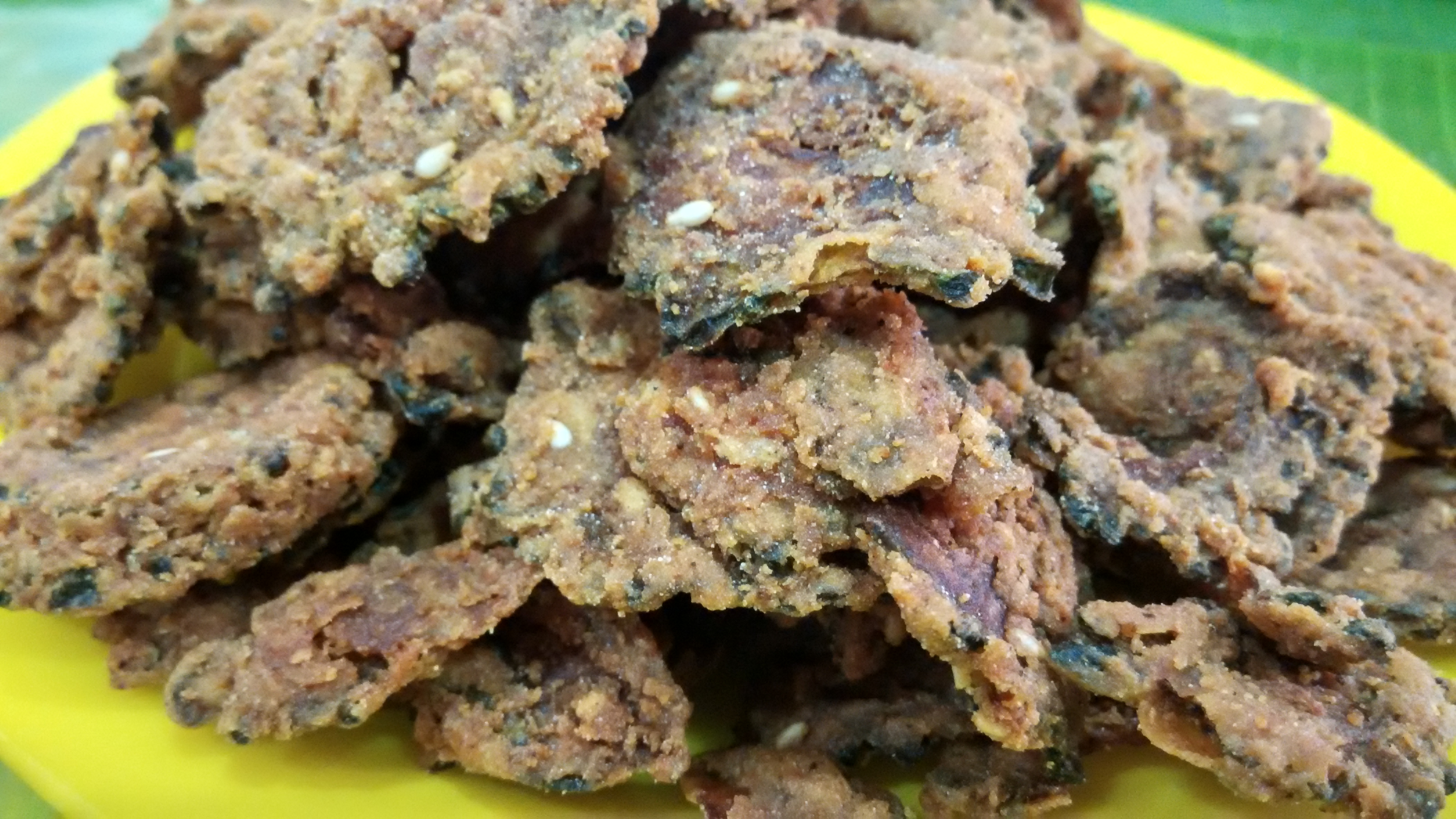
여주 파코라
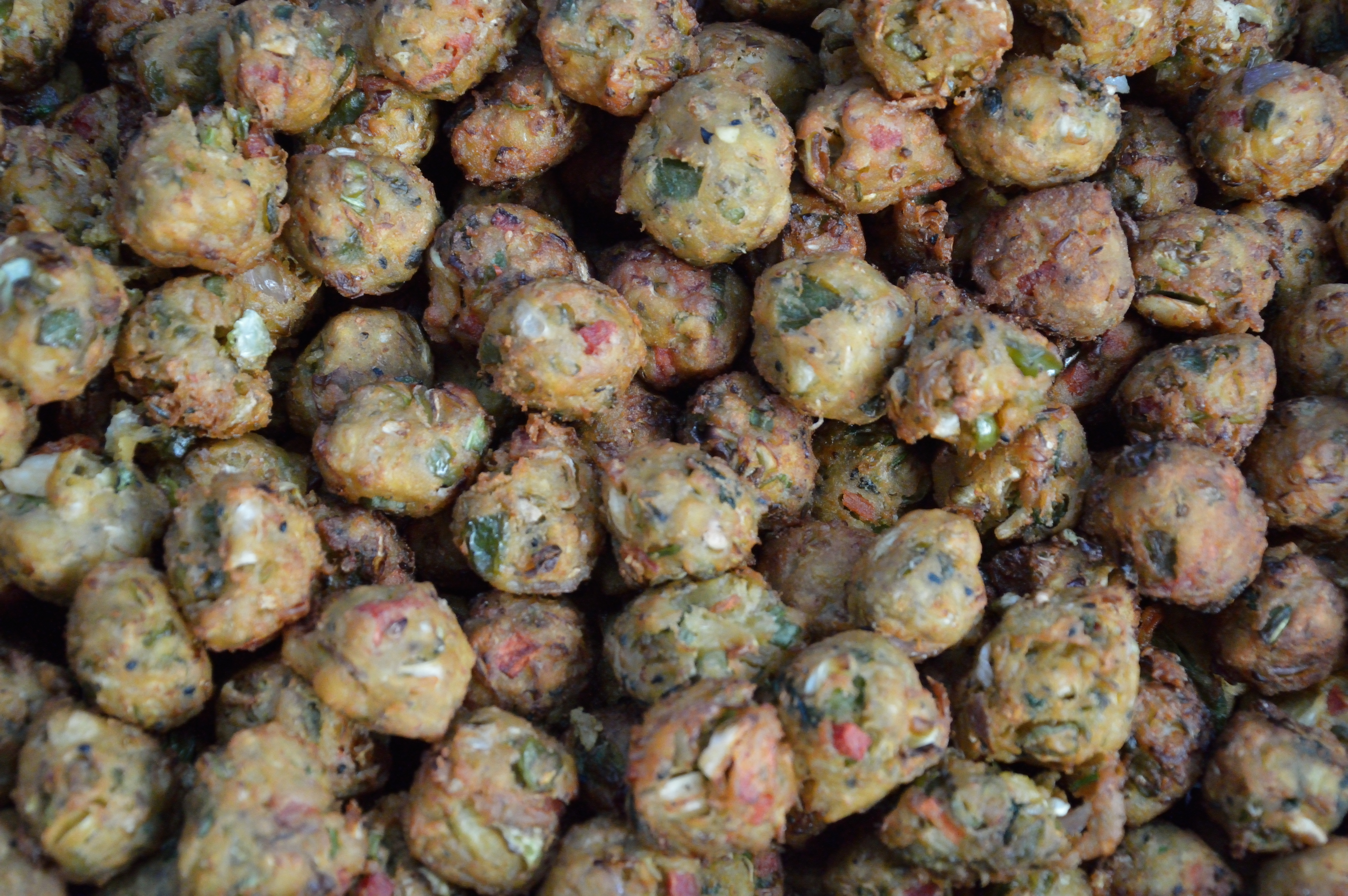
채소 파코라
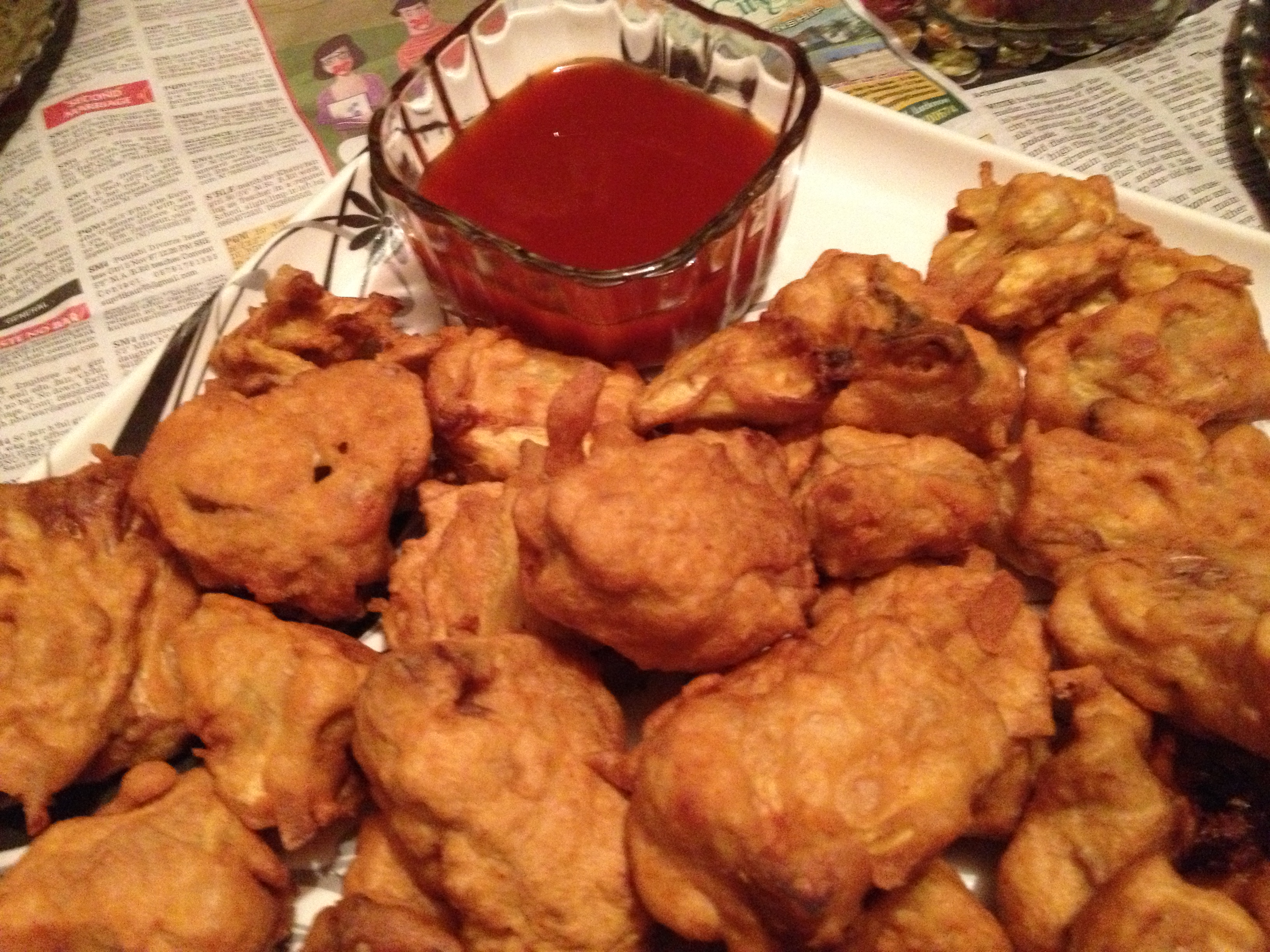
콜리플라워 파코라
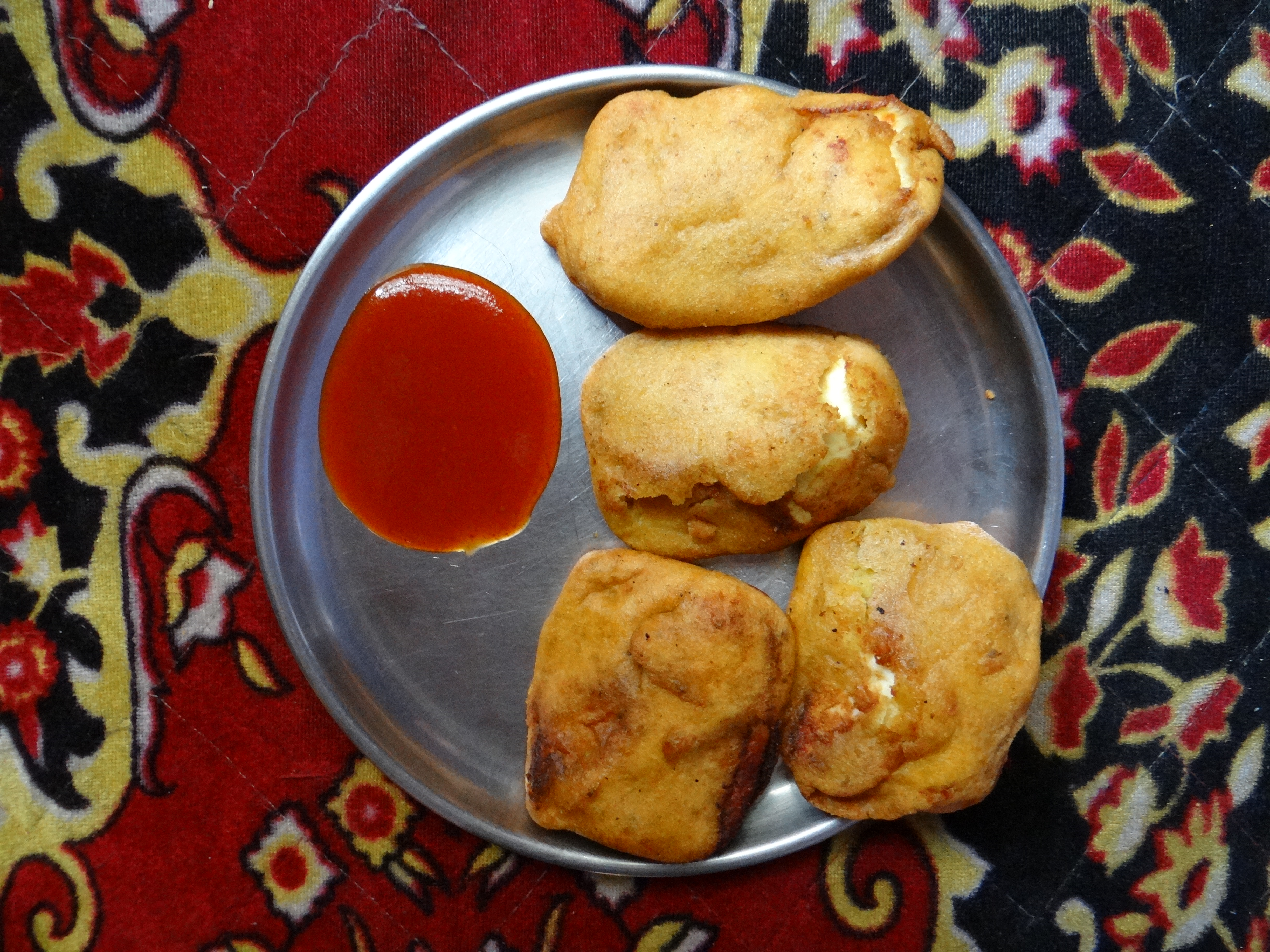
파니르 파코라
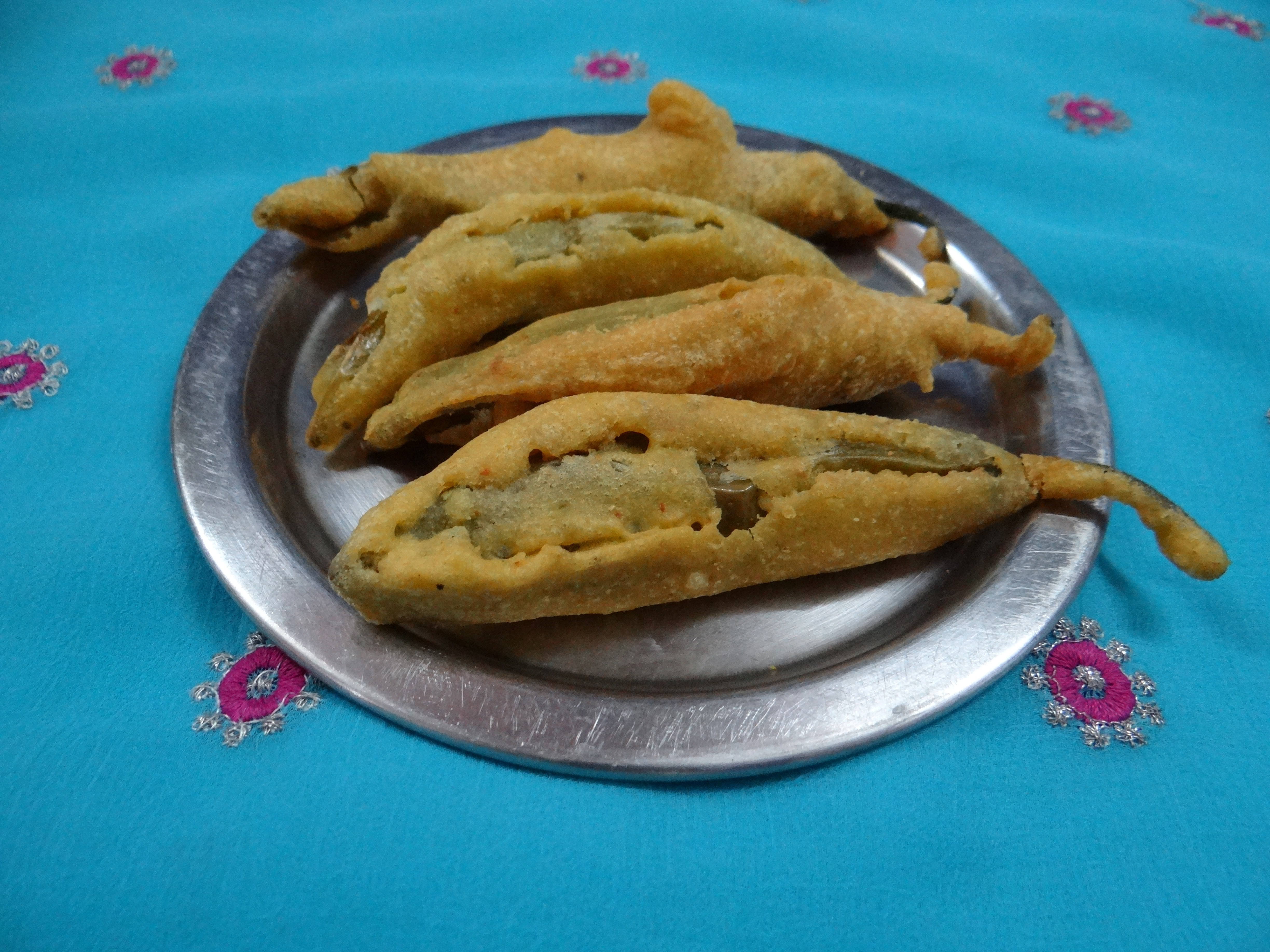
풋고추 파코라

## 같이 보기
- 덴푸라
- 바라
- 바지
- 본다
- 차트
- 프리터